# Castello di Fuschl
Il castello di Fuschl (in tedesco: Schloss Fuschl) si trova nel comune austriaco di Hof bei Salzburg nel Distretto di Salzburg-Umgebung appartenente al Land Salisburghese e la sua storia inizia nel XV secolo.

## Storia

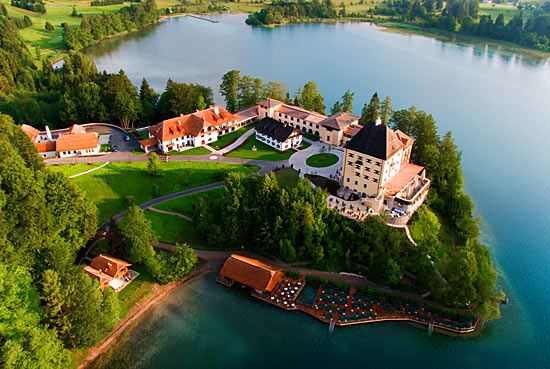
Vista aerea

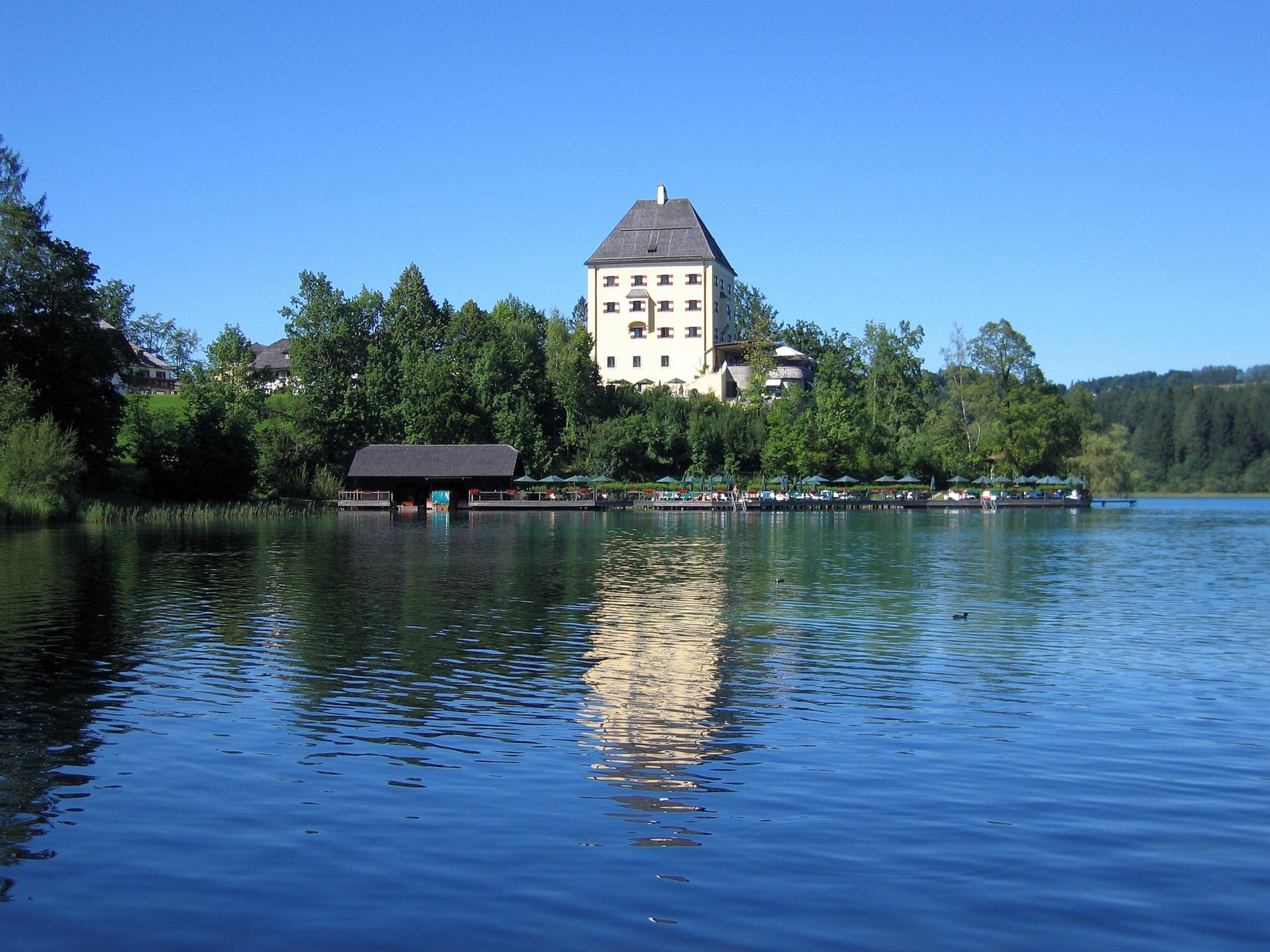
Il castello sul lago Fuschl

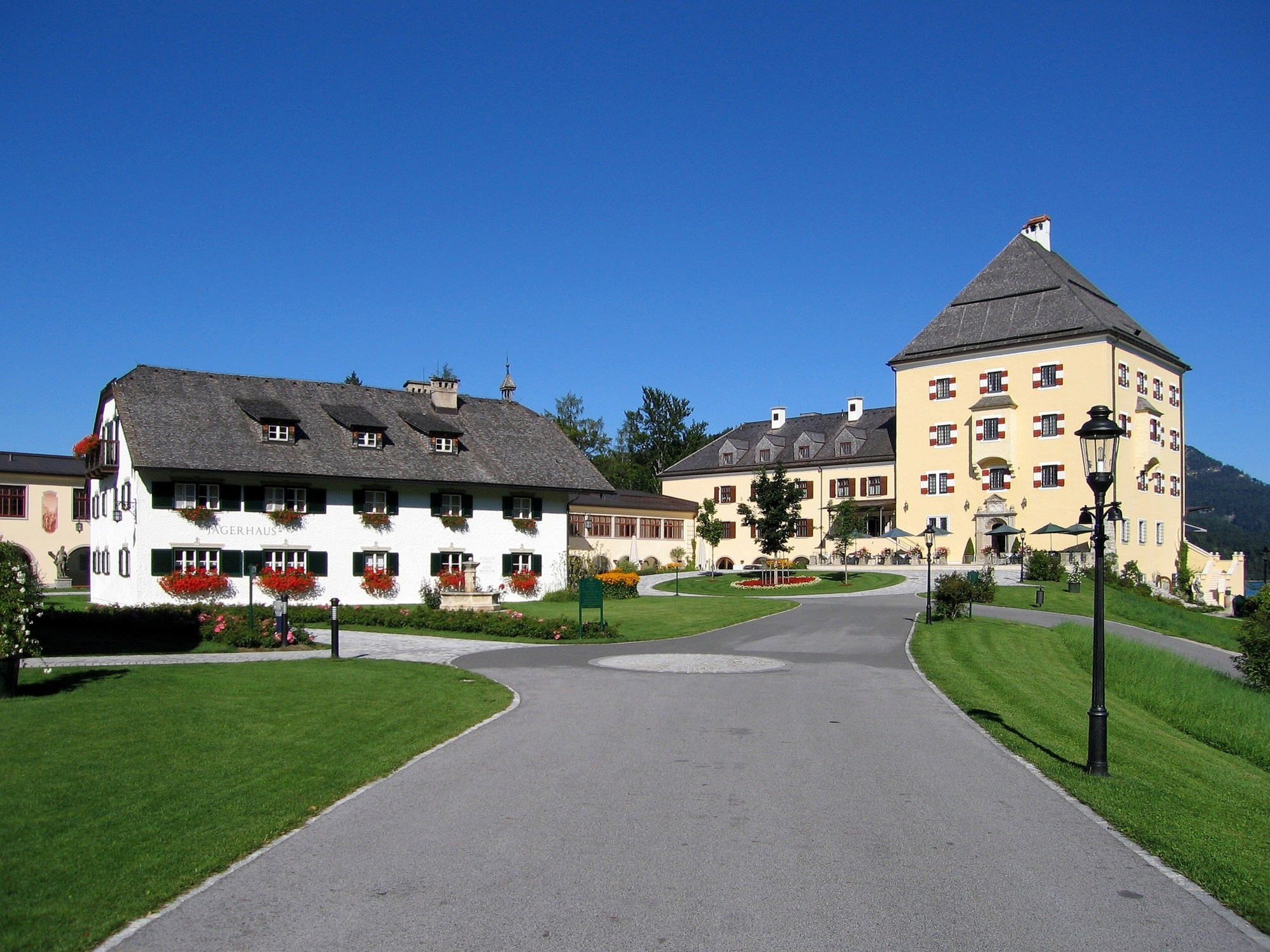
Insieme delle strutture del castello

Sul sito venne costruito attorno al 1450 un piccolo casino di caccia in stile tardogotico per i vescovi di Salisburgo che non aveva alcuna funzione militare ed era pensato solo per visite di breve durata. Intorno al 1500 iniziò ad essere poco adatto ai soggiorni che vi si intendeva tenere poi, tra il 1553 e il 1557, l'edificio venne ampiamente ristrutturato e anche in seguito, nel XVII secolo fu oggetto di rinnovati miglioramenti anche se continuò ad essere abitato solo quando l'arcivescovo e la sua corte soggiornavano qui per cacciare e pescare. Nel 1624 si tenne una memorabile battuta di caccia sotto il principe arcivescovo Paride Lodron durante la quale numerosi cervi furono spinti nel lago, seguiti anche da barche e cacciati mentre si trovavano in acqua. Nel 1694 un fulmine danneggiò il tetto del castello e fu solo nel 1704 che il cacciatore di corte fu autorizzato a trasferirsi al secondo piano della struttura. Dopo lo scioglimento del Principato arcivescovile di Salisburgo e la secolarizzazione dell'inizio del XIX secolo venne meno il suo vincolo precedente e Fuschl entrò in possesso della famiglia imperiale austriaca. Nel 1833 fu oggetto di un'asta ma non vi furono acquirenti quindi l'edificio fu momentaneamente affittato. Il castello, che intanto iniziò a manifestare segni di trascuratezza, tra il XIX e il XX secolo passò di mano più volte. Nel 1864 lo acquistò Michael Fink poi passò a Alfred von Erl nel 1894. In questa fase l'interno venne parzialmente modificato. Nel 1929 lo acquistò Gustav Edler von Remiz ma dieci anni più tardi venne confiscato dalla Gestapo e consegnato al Reichsgau di Salisburgo che lo affittò al ministro degli Esteri del Reich Joachim von Ribbentrop. Il proproetario, Gustav Edler von Remiz, fu arrestato e deportato nel campo di concentramento di Dachau dove morì il 29 agosto del 1939. Nel 1945, verso la fine della seconda guerra mondiale il governo militare di occupazione statunitense allestì nel castello una casa per soldati fino al 1947, quando fu restituito agli eredi del legittimo proprietario. Nell'immediato dopoguerra la ricca pinacoteca andò perduta. Dal 1954 venne gestito come un castello e dal 1958 venne acquistato dal console Carl Adolf Vogel, noto come il barone del sale, che vi risiedette con la moglie, l'attrice Winnie Markus. Il castello iniziò a diventare noto come scenario per numerosi film attirando l'alta società europea, soprattutto durante il periodo del Festival di Salisburgo. Nel 1977 venne acquisito dalla Fondazione Max Grundig di Norimberga e in seguito è stato trasformato in hotel di lusso che viene gestito dal Gruppo Arabella-Sheraton dal 2001. Nella seconda metà del XX secolo ha ospitato personalità di fama internazionale come Jawaharlal Nehru, Nikita Sergeevič Chruščëv, Anwar al-Sadat, Jiang Zemin, la regina Sirikit della Thailandia, il barone Rothschild, Eleanor Roosevelt, il principe di Monaco, Begum Om Habibeh Aga Khan, Clark Gable, Richard Nixon, Oskar Kokoschka, lo sceicco del Kuwait, e numerosi membri dell'alta nobiltà europea.

## Descrizione

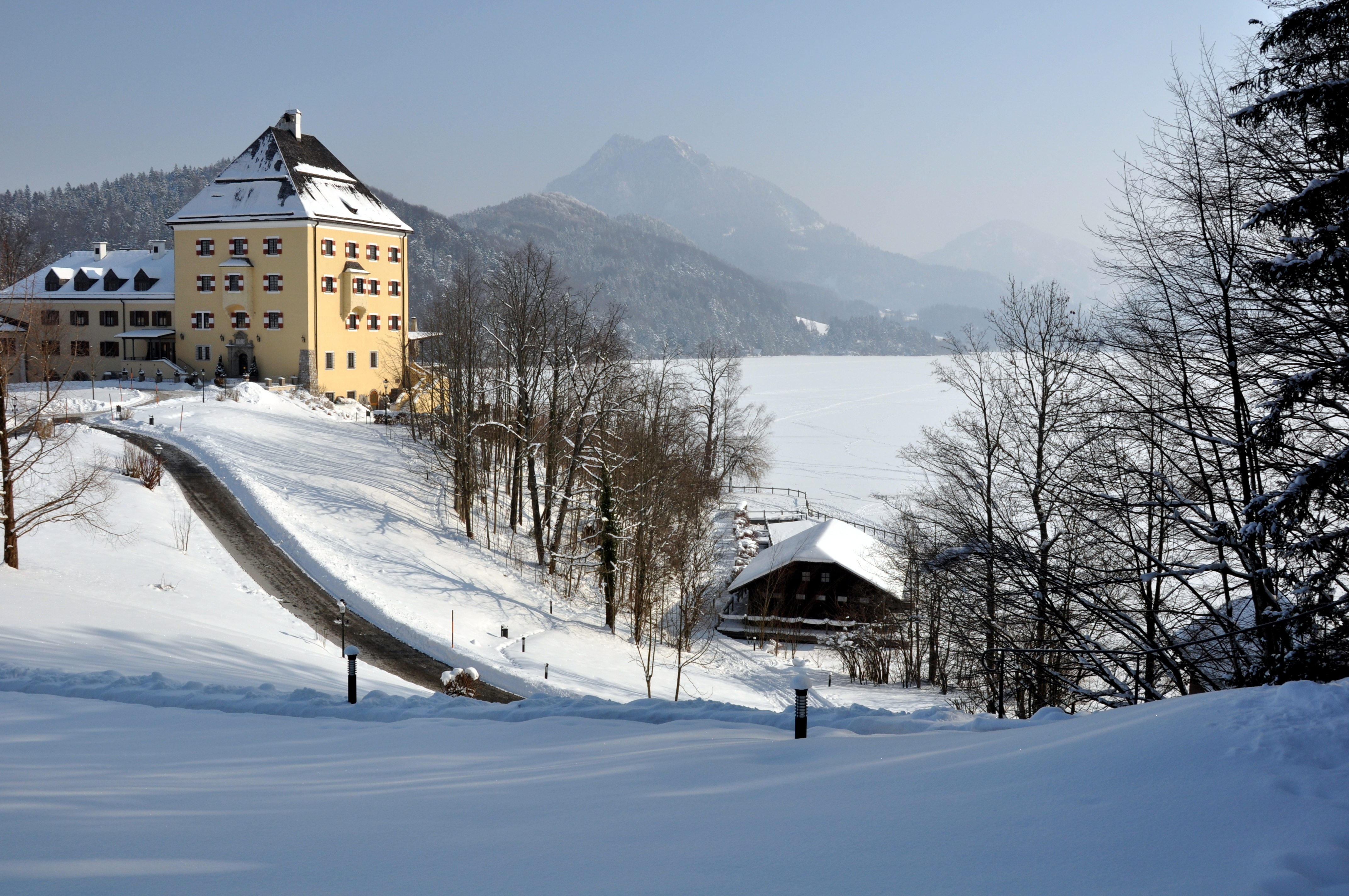
Paesaggio invernale

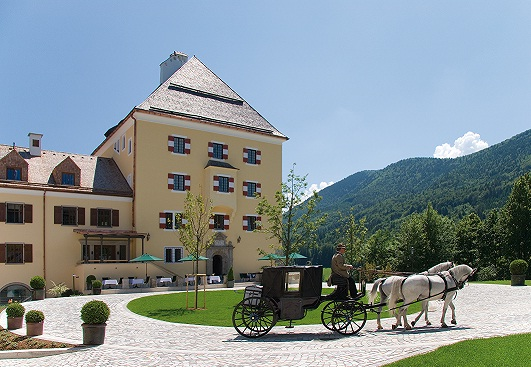
Cortile con carrozza

Il castello di Fuschl si trova sulla sponda sud-occidentale del lago Fuschl su uno sperone che sporge nel lago. Posto nel comune austriaco di Hof bei Salzburg nel Distretto di Salzburg-Umgebung appartenente al Land Salisburghese l'edificio si sviluppa su quattro piani con una pianta quasi quadrata ed è un tipico castello a torre del tipo che si trova spesso nei pressi di Salisburgo. All'esterno è in gran parte privo di decorazioni. Sul portale d'accesso, rinnovato nel 1864, è conservato uno stemma dell'alleanza che tuttavia non ha alcun collegamento con Fuschl e potrebbe essere stato portato qui da Castel Rif dall'allora famiglia proprietaria Fink-Erl nella seconda metà del XIX secolo. L'ampliamento adibito alle attività alberghiere è stato realizzato solo nel XX secolo. Il piano interrato mostra ancora le pesanti volte cinquecentesche mentre il salone del pianterreno, in forme gotiche, risale al rifacimento della seconda metà del XIX secolo. Al primo piano sono ancora visibili un soffitto con travi in legno e due soffitti in stucco dell'inizio del XVII secolo. Dell'interno dell'epoca arcivescovile non si è conservato quasi nulla.

### Bene architettonico tutelato
Il castello di Fuschl dal 1993 è un monumento posto sotto tutela col numero 12104 da parte della Repubblica austriaca.

## Nella cultura di massa
Il castello di Fuschl è stato utilizzato nei tre noti film girati negli anni cinquanta da Ernst Marischka: La principessa Sissi,  Sissi - La giovane imperatrice e  Destino di una imperatrice interpretati da con Romy Schneider nel ruolo dell'imperatrice Elisabetta di Baviera. Nella realtà Elisabetta visse la sua infanzia al Castello di Possenhofen ma nella finzione cinematografica invece del castello in Baviera venne utilizzato questo nel Land Salisburghese perché giudicato più romantico.